# Defense of the Ancients
A Defense of the Ancients (más néven DotA, magyarul "az ősök védelme") egy mod, ami a Warcraft III: Reign of Chaos című valós idejű stratégiai játékhoz, illetve annak a Warcraft III: The Frozen Throne címet viselő kiegészítőjéhez készült.

## Kezdés
A játékot 2 csapat játszhatja (Sentinel, Scourge). Mindkét csapatban öt vagy annál kevesebb játékos játszhat (a valódit öt-öt játékos játssza). Száznyolc karakter között lehet választani, ezeket a karaktereket hősöknek hívják. Ötvenhét Sentinel és ötvenegy Scourge hős van. Másfél perc áll rendelkezésre a hős kiválasztására (Captain's mode-ban és a Random Draft mode-ban nem). Miután letelik a másfél perc, egy kürt szólal meg, és elindulnak a katonák – velük együtt kell a játékosnak is menni. Másodpercenként egy aranyat kap a játékos. A játékban 25-ös szintig lehet fejlődni.
A játékban a következő módok beállítása lehetséges:
- Normal mód: A játék normális minden csapat csak abból a csapat hőseiből választhat, amelyikben ő van.
- All Pick (AP): A játék normális azonkívül, hogy a játékos bármelyik hőst választhatja.
- All Random (AR): Mindenki véletlenszerű hőst kap.
- Random Draft (RD): 20 véletlenszerű hős közül lehet választani.
- Single Draft (SD): Minden játékos 3 hős között választhat. Egy strength-, egy agility- és egy intellect attribute-osat.
- Captains Mode (CM): Két kapitány van a csapatban, és azok döntik el, ki melyik hőssel lesz. Először száműzni kell 3 hőst mindkét csapatnak, azokat már nem választhatják a kapitányok. Aztán 3 hőst kiválaszt mindkét kapitány, majd ismét 2 száműzetés következik. Ezután történik a maradék hősök kiválasztása.
- Captains Draft (CD): A játék a Captains Mode szabályait használja, de csak 24 hős közül lehet választani.
- Easy Mode (EM): Másodpercenként 2 aranyat és több tapasztalati pontot kap a játékos, valamint gyengébbek a tornyok és Roshan is.
- Death Match (DM): Normális játék azonkívül, hogy miután a játékos meghal, új hőst kap.

## Tulajdonságok
A hős megválasztása után célszerű szem előtt tartani a fő jellemzőjét.
minden STR, AGI, INT pont plusz eggyel növeli a karakter sebzését.
Strength: egy kis ököl piktogram
1 STR pont 19 HP-t ad a karakternek, és növeli az elvesztett életpontok regenerációját.
Agility: Egy kis láb piktogram
7 AGI pont 1 pajzspontot ad, 1 AGI pont +1% támadási sebesség (attack speed)
Intelligence: Kis fej piktogram
1 INT pont 13 manapontot ad, és növeli a mana regenerációját
Minden hősnek van egy elsődleges adottsága. Nincs olyan, hogy egyik jobb a másiknál, mindnek van előnye és hátránya.
Az strengthes (mostantól Str) hősök szinte mind közelharcosak, több a hp-jük, mint a többi fajta hősnek, viszont nem túl gyors az ütési sebességük. és manájuk sincs túl sok. Az str-es hősöket hívják tankoknak. Ezek a hősök az első vonal (néhány kivétellel), a sok hp-jük lehetővé teszi számukra, hogy jobb túlélési esélyekkel szálljanak szembe az ellenféllel. Varázslataik igen sokszínűek, de főleg bénítóak (stun), lassítóak (slow), nagyobb sebzést okozóak stb.
Az agilitis (mostantól Agi) hősök nem a hp-jükkel vagy a nagy manájukkal lesznek veszélyesek. Az agis hősök jól rejtőzködnek, nagyobb a pajzsuk, és gyorsabbak is a más atribútummal rendelkező hősök. Hp-jük ugyanakkor nem nagy.
Az intelligenciás hősök (mostantól Int) sok manával és pusztító varázslatok egész hadával rendelkeznek. Ők általában hátul állnak, és segítik az élvonalbelieket a sikerhez vezető úton.

## HP és MANA
A játék két legfontosabb eleme a HP (hitpoint) és a mana. Ugyanis mana nélkül nincs varázslás, HP nélkül pedig hamar meghal a hős. Minden hősnek lehet sok HP-t és manát csinálni, ez annak a függvénye, hogy milyen az item buildje (lásd később). Ugyanakkor felesleges össze vissza kavarni az itemeket, mert nem mindig kifizetődő, ha mindenből a legdrágábbat vesszük. Például Egy Cristal Maidennek nincs értelme Radiancet venni, mert nem kell neki, és nem segíti semmiben.

## Tárgyak vétele
A tárgyválasztás vagy itembuild egy sarkalatos pontja a játéknak. Ha valaki olyan tárgyat vesz a hősének, amire semmi szüksége, akkor a hős sebezhetőbbé válik, mert a tárgyvétel nincs a hős tulajdonságaihoz igazítva. Fontos továbbá, hogy semmiből ne vegyünk kettőt (kivéve HOT-ból, mert az sok HP-t ad, illetve egyes kezdetleges, a játék elején használt kisebb értékű tárgyakból pl. bracer), mert felesleges, és elveszi az amúgy is szűkös helyet a többi tárgytól. A tár 6 hellyel rendelkezik, így célszerű nem hébe-hóba mindent összevásárolgatni, amire éppen pénzünk van. Inkább gyűjtögessük az aranyat jobb tárgyakra.

## Játékmenet
A Dotában 5v5 (5 játékos 5 játékos ellen) van. Miután mindenki választott hőst célszerű a hősök erejét kombinálni a gyors ölés érdekében. Például: Egy Venomancer és egy Juggernaut megy egy lanen. A venomancer mérgez, ezáltal lassít, közben a Jugger pedig elkezd pörögni, és így sebez, ha minden jól megy, ez First Bloodhoz vezet, amiért plusz pénz jár. Ha több hős öli az ellenfél hősét/creepjét, akkor az XP megoszlik aszerint, hogy hány hős kapja.
Három irány van: a fent, a lent és a közép (mid).
Le és fel kettő, midre 1 játékos megy. A midelésnek fontos szerepe van. Mivel a mides egyedül van, ezért több tapasztalati pontot kap, és jobban tud Creepelni, mint azok, akik ketten vannak egy vonalon.
Továbbá a chaten keresztül érdemes bemondani, ha valamelyik vonalon hiányoznak a hősök. Például: Lentről elindul egy hős, hogy a midessel ketten legyenek, és az ellenfél egyedül lévő midesét megöljék. Ilyenkor a lenti játékos bemondja, hogy hiányzik egy hős, így a többieknek lehetőségük van felkészülni a hős megjelenésére.
A hiányzásnak (Miss) fontos szerepe van, ugyanis ha az ellenfél valahol létszámfölényt alakít ki, akkor nagyobb esélye van a sikerre. Fontos még az együtthaladás, másszóval a gankelés vagy (genkelés).
Gankben könnyebb ölni és bemenni az ellenfél bázisára. Valamint a szerzett egyéni hátrányokat gankban jobban lehet ellensúlyozni.
Pullolás csak a Sentinel lenti és a Scource fenti lanén lehet. A pullolás azt jelenti, hogy a hős a vonalon jövő creepeket ráuszítja a neutral creepekre, más szóval az erdő creepekre, ez plusz XP-t ad.
Erdőzés Az erdőzés néha fontos, néha nem. Az erdőzés lényege az arany és az xp koncentrálása egy hősre. Erdőzni továbbá érdemes egyes specifikus hősök számára, amelyek így gyorsan tudnak fejlődni és pénzt szerezni. Szörnyeket idéző és lifesteallel rendelkező hősöknek ajánlott az erdőzés, persze nem a csapat rovására.
A Roshanozás is fontos dolog. Ugyanis Roshan leütésekor az jelentős goldmennyiség mellett ad egy Aegis Of The Immortal nevű tárgyat, ami halál után gyors visszatérést (újraéledést) biztosít.

## Kombinációk
Minden hős jó mindegyik ellen, mert mindegyiknek van erőssége és gyengesége is. De érdemes combózni a jobb hatás elérése érdekében. Például: Egy főnix ultizik, és egy Faceless Void ráultizik a főnix ultijára, ezáltal nemcsak megvédi a főnix ultit attól, hogy az ellenfél szétüsse, viszont bezárja az ellenfelet, és így azok nem tudnak kimenekülni a főnix ulti sebzéséből, és a bénítást is megkapják a végén, ezáltal, ha a két játékos jól csinálja, akár az ellenfél összes hősét ki tudja ütni. Természetesen sok ilyen combó van.

## Ölés, halál
A legfontosabb pillanatok.
First Bloodért, azaz az első ölésért plusz 200 arany jár. Továbbá az ölésnek vannak fokozatai és kombinációi is.
Az első fokozat a KILLING SPREE. Ez három egymás utáni ölés anélkül hogy mi magunk meghalnánk
A DOMINATING négy egymás utáni, halál nélküli ölés, a MEGA KILL ugyanez ötször, az UNSTOPPABLE 6, MONSTER KILL 7, utána 8-nál a WICKED SICK és végül 9-nél a GODLIKE. Az efölötti ölésszám már BEYOND GODLIKE-ként nevezendő.
kombinációk:
- DOUBLE KILL két gyors egymás utáni ölés
- TRIPLE KILL három gyors egymás utáni ölés
- ULTRA KILL négy egymás utáni ölés
- RAMPAGE öt egymás utáni ölés